# 14e cérémonie des Critics' Choice Television Awards
La 14e cérémonie des Critics' Choice Television Awards, décernés par la Broadcast Television Journalists Association, a lieu le 14 janvier 2024, et récompense les programmes télévisuels diffusés en 2023.
Les nominations sont annoncées le 5 décembre 2023.

## Palmarès

### Séries dramatiques

#### Meilleure série dramatique
- Succession
  - The Crown
  - La Diplomate (The Diplomat)
  - The Last of Us
  - Loki
  - The Morning Show
  - Star Trek: Strange New Worlds
  - Winning Time: The Rise of the Lakers Dynasty

#### Meilleur acteur dans une série dramatique
- Kieran Culkin pour le rôle de Roman Roy dans Succession
  - Tom Hiddleston pour le rôle de Loki dans Loki
  - Timothy Olyphant pour le rôle de Raylan Givens Justified: City Primeval
  - Pedro Pascal pour le rôle de Joel Miller dans The Last of Us
  - Ramón Rodríguez pour le rôle de Will Trent dans Will Trent
  - Jeremy Strong pour le rôle de Kendall Roy dans Succession

#### Meilleure actrice dans une série dramatique
- Sarah Snook pour le rôle de Siobhan Roy dans Succession
  - Jennifer Aniston pour le rôle de Alex Levy dans The Morning Show
  - Aunjanue Ellis pour le rôle de Carolyn Wilder Givens Justified: City Primeval
  - Bella Ramsey pour le rôle de Ellie Williams dans The Last of Us
  - Keri Russell pour le rôle de Kate Wyler dans La Diplomate (The Diplomat)
  - Reese Witherspoon pour le rôle de Bradley Jackson dans The Morning Show

#### Meilleur acteur dans un second rôle dans une série dramatique
- Billy Crudup pour le rôle de Cory Ellison dans The Morning Show
  - Khalid Abdalla pour le rôle de Dodi Fayed dans The Crown
  - Ron Cephas Jones pour le rôle de Lukather "Shreve" Scoville Truth Be Told : Le Poison de la vérité (à titre posthume)
  - Matthew Macfadyen pour le rôle de Tom Wambsgans dans Succession
  - Ke Huy Quan pour le rôle de A. D. Doug / Ouroboros dans Loki
  - Rufus Sewell pour le rôle de Hal Wyler dans La Diplomate (The Diplomat)

#### Meilleure actrice dans un second rôle dans une série dramatique
- Elizabeth Debicki pour le rôle de Diana Spencer dans The Crown
  - Nicole Beharie pour le rôle de Christine Hunter dans The Morning Show
  - Sophia Di Martino pour le rôle de Sylvie Loki
  - Celia Rose Gooding pour le rôle de Nyota Uhura dans Star Trek: Strange New Worlds
  - Karen Pittman pour le rôle de Mia Jordan dans The Morning Show
  - Christina Ricci pour le rôle de Misty Quigley dans Yellowjackets

### Séries comiques

#### Meilleure série comique
- The Bear
  - Abbott Elementary
  - Barry
  - La Fabuleuse Madame Maisel (The Marvelous Mrs. Maisel)
  - Poker Face
  - Reservation Dogs
  - Shrinking
  - What We Do in the Shadows

#### Meilleur acteur dans une série comique
- Jeremy Allen White pour le rôle de Carmen "Carmy" Berzatto dans The Bear
  - Bill Hader pour le rôle de Barry Berkman dans Barry
  - Steve Martin pour le rôle de Charles-Haden Savage Only Murders in the Building
  - Kayvan Novak pour le rôle de Nandor l'Inflexible dans What We Do in the Shadows
  - Drew Tarver pour le rôle de Cary Dubek dans The Other Two
  - D'Pharaoh Woon-A-Tai pour le rôle de Bear Smallhill dans Reservation Dogs

#### Meilleure actrice dans une série comique
- Ayo Edebiri pour le rôle de Richard "Richie" Jerimovich dans The Bear
  - Rachel Brosnahan pour le rôle de Miriam "Midge" Maisel dans La Fabuleuse Madame Maisel (The Marvelous Mrs. Maisel)
  - Quinta Brunson pour le rôle de Janine Teagues Abbott Elementary
  - Bridget Everett pour le rôle de Sam dans Somebody Somewhere
  - Devery Jacobs pour le rôle de Elora Danan Postoak dans Reservation Dogs
  - Natasha Lyonne pour le rôle de Charlie Cale dans Poker Face

#### Meilleur acteur dans un second rôle dans une série comique
- Ebon Moss-Bachrach pour le rôle de Sydney Adamu dans The Bear
  - Phil Dunster pour le rôle de Jamie Tartt dans Ted Lasso
  - Harrison Ford pour le rôle du Dr Paul Rhoades Shrinking
  - Harvey Guillén pour le rôle de Guillermo de la Cruz dans What We Do in the Shadows
  - James Marsden pour le rôle de lui-même dans Jury Duty
  - Henry Winkler pour le rôle de Gene Cousineau dans Barry

#### Meilleure actrice dans un second rôle dans une série comique
- Meryl Streep pour le rôle de Loretta Durkin dans Only Murders in the Building
  - Paulina Alexis pour le rôle de Willie Jack dans Reservation Dogs
  - Alex Borstein pour le rôle de Susie Myerson La Fabuleuse Madame Maisel (The Marvelous Mrs. Maisel)
  - Janelle James pour le rôle de Ava Coleman dans Abbott Elementary
  - Sheryl Lee Ralph pour le rôle de Barbara Howard dans Abbott Elementary
  - Jessica Williams pour le rôle de Gaby dans Shrinking

### Mini-séries et téléfilms

#### Meilleur téléfilm
- Quiz Lady
  - The Caine Mutiny Court-Martial
  - Finestkind
  - Monk, le retour (Mr. Monk's Last Case: A Monk Movie)
  - Traquée (No One Will Save You)
  - Reality

#### Meilleure série limitée
- Acharnés (Beef)
  - Daisy Jones and The Six
  - Fargo
  - Fellow Travelers
  - Lessons in Chemistry
  - Love and Death
  - Un meurtre au bout du monde (A Murder at the End of the World)
  - Une lueur d'espoir (A Small Light)

#### Meilleur acteur dans une mini-série ou un téléfilm
- Steven Yeun pour le rôle de Danny Cho dans Acharnés (Beef)
  - Matt Bomer pour le rôle de Hawkins Fuller dans Fellow Travelers
  - Tom Holland pour le rôle de Danny Sullivan The Crowded Room
  - David Oyelowo pour le rôle de Bass Reeves dans Lawmen : L'Histoire de Bass Reeves
  - Tony Shalhoub pour le rôle de Adrian Monk dans Monk, le retour (Mr. Monk's Last Case: A Monk Movie)
  - Kiefer Sutherland pour le rôle du Commandant Queeg dans The Caine Mutiny Court-Martial

#### Meilleure actrice dans une mini-série ou un téléfilm
- Ali Wong pour le rôle de Amy Lau dans Acharnés (Beef)
  - Kaitlyn Dever pour le rôle de Brynn dans Traquée (No One Will Save You)
  - Carla Gugino pour le rôle de Verna dans La Chute de la maison Usher (The Fall of the House of Usher)
  - Brie Larson pour le rôle de Elizabeth Zott dans Lessons in Chemistry
  - Bel Powley pour le rôle de Miep Gies dans Une lueur d'espoir (A Small Light)
  - Sydney Sweeney pour le rôle de Reality Winner dans Reality
  - Juno Temple pour le rôle de Dorothy "Dot" Lyon dans Fargo

#### Meilleur acteur dans un second rôle dans une mini-série ou un téléfilm
- Jonathan Bailey pour le rôle de Tim Laughlin dans Fellow Travelers
  - Taylor Kitsch pour le rôle de Glen Kryger dans Painkiller
  - Jesse Plemons pour le rôle de Allan Gore dans Love and Death
  - Lewis Pullman pour le rôle de Calvin Evans dans Lessons in Chemistry
  - Liev Schreiber pour le rôle de Otto Frank dans Une lueur d'espoir (A Small Light)
  - Justin Theroux pour le rôle de G. Gordon Liddy dans White House Plumbers

#### Meilleure actrice dans un second rôle dans une mini-série ou un téléfilm
- Maria Bello pour le rôle de Jordan Forster dans Acharnés (Beef)
  - Billie Boullet pour le rôle d'Anne Frank dans Une lueur d'espoir (A Small Light)
  - Willa Fitzgerald pour le rôle de la jeune Madeline Usher dans La Chute de la maison Usher (The Fall of the House of Usher)
  - Aja Naomi King pour le rôle de Harriet Sloane dans Lessons in Chemistry
  - Mary McDonnell pour le rôle de Madeline Usher dans La Chute de la maison Usher (The Fall of the House of Usher)
  - Camila Morrone pour le rôle de Camila Alvarez dans Daisy Jones and The Six